# Gunung Welirang
Gunung Welirang är ett berg i Indonesien.   Det ligger i provinsen Jawa Timur, i den västra delen av landet, 700 km öster om huvudstaden Jakarta. Toppen på Gunung Welirang är 3 155 meter över havet, eller 354 meter över den omgivande terrängen. Bredden vid basen är 3,3 km.
Terrängen runt Gunung Welirang är huvudsakligen mycket bergig.Runt Gunung Welirang är det tätbefolkat, med 276 invånare per kvadratkilometer. Närmaste större samhälle är Lawang, 17,4 km sydost om Gunung Welirang. I omgivningarna runt Gunung Welirang växer i huvudsak städsegrön lövskog.